# Vịt Đại Xuyên
Vịt Đại Xuyên hay còn gọi là Vịt biển 15 hay vịt biển Đại Xuyên là giống vịt nhà được tạo ra bởi Trung tâm Nghiên cứu vịt Đại Xuyên thuộc Viện Chăn nuôi của Việt Nam. Đây là giống vịt đầu tiên ở Việt Nam có thể sinh sống và đẻ trứng khi nuôi ở biển, đặc biệt chúng có thể uống được nước biển, tìm con mồi trên biển. Giống này được nhà nước Việt Nam công nhận là giống vật nuôi được phép kinh doanh, sản xuất, lưu hành trên lãnh thổ Việt Nam Vịt biển Đại Xuyên được chọn lọc hình thành để đáp ứng nhu cầu chăn nuôi trong điều kiện biến đổi khí hậu và cải thiện đời sống ở quần đảo Trường Sa, chúng được cho là đòn bẩy cho kinh tế biển đảo. Hiện nay, Trung Quốc đang cho tuồn giống vịt lậu với giá rẻ thâm nhập và trà trộn vào vùng Đại Xuyên.

## Đặc điểm
Vịt biển 15 là giống vịt kiêm dụng vừa để lấy thịt vịt, vừa để lấy trứng vịt, có khả năng thích nghi rộng, sống được cả ở vùng nước mặn, nước lợ và nước ngọt, chất lượng thịt cao. Do có khả năng thích nghi rộng trên mọi loại nước, sinh trưởng nhanh, chịu dịch bệnh tốt, có giá trị kinh tế cao nên chúng được nhiều hộ nuôi thủy cầm lựa chọn. Vịt biển 15 giá trị kinh tế cao, chịu dịch bệnh tốt, điều kiện nuôi rất phong phú và đa dạng và nuôi theo hình thức nuôi an toàn sinh học. Vịt Đại Xuyên có thể nuôi theo hình thức công nghiệp hoặc bán công nghiệp.

### Mô tả
Vịt biển Đại Xuyên có màu lông cánh sẻ đậm, con đực dễ nhận biết vì lông ở đầu có màu xanh cổ vịt (xanh lam đậm), chúng có màu lông cánh sẻ, cổ khoang trắng, lông cánh màu xanh đen, vịt đực có lông đậm hơn con mái, mập mạp, khỏe mạnh, cân nặng hơn 1 kg là bắt đầu thời kỳ thay lông Khi trưởng thành có trọng lượng bình quân từ 2,8–3 kg, năng suất trứng bình quân 230-240 quả/năm. Vịt nuôi 2 tháng tuổi có thể đạt trọng lượng 2,5 kg, sau hơn 3 tháng thả nuôi, mỗi con có trọng lượng từ 3 kg đến 3,2 kg.
- Nếu nuôi lấy thịt thì chỉ cần nuôi 70 ngày là mỗi con cũng xấp xỉ 3kg, tỷ lệ thịt xẻ đạt trên 72%. Chỉ cần nuôi 8 tuần là mỗi con nặng gần 2 kg, sau hơn 3 tháng thả nuôi mỗi con có trọng lượng từ 3 kg đến 3,2 kg/ con. Khối lượng vịt thương phẩm 2,26–2,35 kg/con. Tiêu tốn thức ăn trên 1 kg tăng khối lượng 2,4 - 2,6 kg[7].
- Nếu nuôi đủ 21 tuần thì chúng bắt đầu đẻ, chúng đẻ từ 248 quả/mái/năm, tỷ lệ đẻ trứng cao. Tuổi đẻ từ 20 –21 tuần, khối lượng vào đẻ 2,5 đến 2,7 kg/con (hay 2,56-2,75 kg/con), năng suất trứng 235 đến 247 quả/mái/năm, sản lượng trứng từ 240-245 quả/con/năm. Khối lượng trứng 82–86gr/quả, tiêu tốn thức ăn/10 quả trứng là 3,1–3,3 kg. Chúng có thể đẻ trứng chỉ sau 5-6 tháng nuôi[8].

### Tập tính
Đây là giống vịt có nguồn gốc ở các tỉnh miền Trung, có khả năng thích nghi tốt trong môi trường nước ngọt, nước mặn, nước lợ, có thể sinh trưởng, phát triển tốt trong môi trường nước mặn, chúng uống được nước biển. Đây là giống sinh trưởng nhanh, có thể thả sống ở các cửa sông, cửa biển, bãi biển và ngoài đảo xa, không cần đầu tư nhiều, có thể tận dụng nguồn thức ăn tự nhiên giàu chất dinh dưỡng vì vịt biển có khả năng tự săn mồi rất tốt.
Chúng đẻ rất nhiều, rất dễ nuôi và có sức sống dồi dào. Các bãi cạn ở đảo là môi trường sống và kiếm ăn rất tốt cho vịt biển. Do sống ở khu vực thủy triều, nên môi trường sống của vịt biển lúc nào cũng sạch sẽ, ít bị ảnh hưởng bởi dịch bệnh, tập quán của vịt biển là sinh sống quanh các bãi biển, có khả năng sử dụng nguồn nước biển với độ mặn cao làm nguồn nước uống, khác với giống vịt địa phương. Vì vậy có tên gọi là vịt biển hay vịt 15 Đại Xuyên, giống vịt biển đã thích nghi với thổ nhưỡng ở nhiều địa phương.
Giống vịt này chịu được nguồn nước mặn và dùng làm nước uống, tắm ngay khi nguồn nước có độ mặn cao, tỷ lệ hao hụt thấp và tăng trọng nhanh, so với giống vịt địa phương cùng thời gian nuôi thì chúng tăng trọng nhanh, từ 10 - 15% trọng lượng so với vịt địa phương, do đặc tính vịt biển có tính háo ăn và uống nước nhiều, với độ mặn của nguồn nước ven biển như hiện nay (15%o) vịt biển vẫn uống được. So sánh giữa vịt địa phương thì chúng có khả năng thích nghi cao, nguồn thức ăn có thể sử dụng thức ăn công nghiệp, chuối cây và cám trộn lẫn với nhau.

## Chăn nuôi
Vịt biển 15 có thể xem là bước ngoặt trong ngành chăn nuôi thủy cầm, một giống vịt mới sống được ở vùng nước mặn. Chúng rất dễ nuôi và có sức sống cao, mọi vùng biển đều có thể đưa vịt biển vào nuôi. Đặc biệt các vùng đảo xa. Do chất lượng trứng vịt ngon được thị trường ưa chuộng nên nghề nuôi vịt biển sẽ cho hiệu quả kinh tế khá cao Với khả năng thích nghi cao, có thể dùng nước mặn làm nước uống, thời gian nuôi ngắn, lại tận dụng nguồn thức ăn tự nhiên giàu dinh dưỡng nên vịt đẻ trứng với tỷ lệ rất cao, vịt biển đang trở thành con nuôi mới, tạo sinh kế cho người dân vùng ven biển, giống vịt đặc biệt này còn được đưa ra nuôi ở đảo Trường Sa.
Giống vịt biển 15 đã được nuôi thành công tại một loạt các tỉnh thành: Quảng Ninh, Hải Phòng, Ninh Bình, Quảng Nam, Quảng Ngãi, Kiên Giang (đảo Thổ Chu, Phú Quốc) và Trà Vinh, vịt biển cũng nuôi tại 33 điểm đảo thuộc quần đảo Trường Sa, lứa đầu đã đẻ trứng. Từ năm 2014 giống vịt biển 15 đến các địa bàn đảo Phú Quốc, tỉnh Ninh Bình, tỉnh Quảng Ninh và huyện đảo Trường Sa góp phần vào việc phát triển kinh tế biển đảo cũng như kinh tế vùng ven biển, hải đảo. Trong đó nuôi chủ yếu vẫn là Quảng Ninh, Quảng Nam, Trà Vinh và Trường Sa.

### Trên đất liền
Nhiều địa phương ở phía Bắc đã thử nghiệm nuôi vịt biển như: Quảng Ninh (đặc biệt là ở Đồng Rui, Tiên Yên, Đầm Hà, Vân Đồn, Cẩm Phả), Hải Phòng, Thái Bình, Nam Định, chúng rất hợp với điều kiện của địa phương ven biển như Quảng Nam, nhiều hộ dân ở đây đã nuôi vịt biển 15 trong môi trường xen lẫn nước mặn, lợ, cùng nhiều loài thủy cầm khác. Ở Trà Vinh (xã Mỹ Long Nam, huyện Cầu Ngang) thực hiện mô hình chăn nuôi vịt biển thích ứng biến đổi khí hậu, nhằm đa dạng hóa các đối tượng nuôi trên bờ biển, tận dụng nguồn thức ăn sẵn có tại địa phương, khuyến khích người dân ở vùng ngập mặn tận dụng những diện tích đất rừng của gia đình, đất bãi bồi nuôi vịt biển để tăng thêm thu nhập . 

### Ở Trường Sa
Ý tưởng nuôi vịt biển ở Trường Sa đưa vịt ra các đảo để nuôi, đặc biệt là huyện đảo Trường Sa do vịt có thể uống được nước biển, với mong muốn đưa giống này ra để giúp bộ đội và nhân dân ngoài đảo. Khi nuôi và nhân giống thành công, đàn vịt biển sẽ góp phần cải thiện cho bữa ăn của quân và dân các đảo, đặc biệt đối với các đảo chìm. Tuy vậy việc đưa giống vịt này ra đảo Trường Sa ban đầu gặp khó khăn và phải qua 03 lần:
- Lần thứ nhất, Trung tâm Đại Xuyên gửi 100 trứng vịt biển, đưa ra đảo Trường Sa Đông, ấp chỉ nở được một vài quả.
- Lần thứ hai, đưa ra đảo Trường Sa Lớn, cho ấp nở, kết quả cũng không hơn lần trước, chỉ nở được một vài quả
- Lần thứ ba, được bắt đầu với việc nuôi thí điểm 1.000 con ở Quảng Ninh, 200 con ở đảo Thổ Chu để lấy kinh nghiệm, sau đó gửi vịt con vào để mang ra đảo, với một chuyến bay chở 600 con vịt biển 01 ngày tuổi vào Cam Ranh rồi đưa ra đảo vào nuôi tạm tại khu vực huyện đảo Trường Sa, tại đảo Sinh Tồn, vịt biển được nuôi trong một thời gian ngắn cho quen với điều kiện khí hậu sau đó, sẽ theo tàu chuyển cho các đảo.

Những ngày đầu vịt mới được đưa về đảo Sinh Tồn, ở đất liền cử người vào tiêm phòng và hướng dẫn cách chăm sóc. Hằng ngày, bộ đội nấu cơm trộn với cám cho vịt ăn, mỗi ngày cho ăn ba lần. Sau đó, thức ăn cho vịt thường là rau muống băm nhỏ trộn với cơm, cám công nghiệp. Nguồn thức ăn chính cho vịt là cơm thừa và rau muống mọc từ ao, hồ quanh đơn vị. Vịt biển ăn khỏe, bén hơi người chăm, hễ thấy bóng người là cả đàn chạy theo. Sau vài tuần, đàn vịt đã thích nghi được với môi trường bán đảo. Vịt biển đã có mặt ở hầu hết các đảo chìm, đảo nổi Trường Sa và hầu hết khỏe mạnh, lớn nhanh, sau 3 tháng đã nặng hơn 3 kg, vịt biển chịu mặn, ra đảo thích ứng rất tốt
.

## Giống Trung Quốc
Hiện nay có hiện tượng con giống vịt nhập lậu từ Trung Quốc không rõ nguồn gốc đã trà trộn vào các lò ấp ở vùng Đại Xuyên và bán với giá rẻ nhờ và ăn theo thương hiệu nhờ vào Trung tâm Nghiên cứu vịt Đại Xuyên đóng trên địa bàn, rất nhiều khách hàng bị nhầm tưởng giống từ Đại Xuyên nhưng đó là nguồn trứng từ giống thương phẩm bố mẹ, nguồn trứng nhập lậu Trung Quốc vẫn âm thầm đổ bộ, trà trộn với giống Việt Nam, việc nhập lậu giống gia cầm Trung Quốc trở thành mánh lới làm ăn sinh lợi khổng lồ, ít nhất phân nửa số giống ở Đại Xuyên có nguồn gốc từ giống Trung Quốc.